# Himno Nacional Mexicano
"Himno Nacional Mexicano" (viết bằng tiếng Tây Ban Nha) là tác phẩm âm nhạc đã được chọn làm quốc ca cho México vào năm 1943. Lời của bài quốc ca nói về tính ác liệt của cuộc chiến bảo vệ tổ quốc và cơ ngợi những chiến thắng được viết bởi nhà thơ Francisco González Bocanegra vào năm 1853, trong khi ông bị hôn thê nhốt trong phòng. Năm 1854, Jaime Nunó biên soạn phần nhạc cho bài thơ của González. Bài quốc ca gồm 10 đoạn và 1 điệp khúc, được dùng lần đầu tiên ngày 16 tháng 9 năm 1854. Từ 1854 đến khi được sử dụng chính thức, lời nhạc đã qua vài lần sửa đổi do những biến động chính trị ở Mexico. Bài quốc ca còn có một tên không chính thức là "Mexicanos, al grito de guerra" (trong tiếng Tây Ban Nha có nghĩa là "Những người Mexico đối mặt với chiến tranh"), đó chính là câu đầu tiên của phần điệp khúc.

## Việc biên soạn

### Lời nhạc
Ngày 12 tháng 11 năm 1853 Tổng thống Mexico lúc bấy giờ, Antonio López de Santa Anna, đã mở cuộc thi viết một bài thơ nói về Mexico. Cuộc thi sẽ trao giải cho tác phẩm diễn đạt những tư tưởng yêu nước một cách hùng hồn nhất. Trong khi đó Francisco González Bocanegra là một nhà thơ tài năng nhưng hoàn toàn không có hứng thú với cuộc thi. Ông cho rằng viết thơ tình cần những kĩ năng khác với việc viết lời cho một bài quốc ca. Hôn thê của ông Guadalupe González del Pino (hay còn gọi là Pili), một người có lòng tin sâu đậm vào tài năng của ông, không hài lòng về việc ông không tham gia cuộc thi mặc dù bà và bạn bè của ông đã dùng mọi cách để thuyết phục ông. Cuối cùng, bà buộc phải ép ông tham gia. Bà đã dụ ông vào một phòng ngủ kín ở nhà cha mẹ mình, nhốt ông trong phòng và không cho ông ra trừ phi ông chịu viết một tác phẩm để tham dự cuộc thi. Trong căn phòng bà đã bố trí sẵn một vài hình ảnh minh họa những sự kiện đã diễn ra trong lịch sử Mexico nhằm giúp ông làm việc. Sau 4 giờ miệt mài với nhiều cảm hứng (cộng thêm phần bị ép buộc), Francisco đã được "trả tự do" sau khi chuyền 10 đoạn của bài thơ qua dưới khe cửa. Sau khi được sự đồng ý của hôn thê và cha mẹ, ông đã gửi tác phẩm của mình đi thi và đạt được hiến thắng tuyệt đối. González được tuyên bố là người chiến thắng trong Bản tin chính thức của Liên bang (Diario Oficial de la Federación) ngày 3 tháng 2 năm 1854.

### Âm nhạc

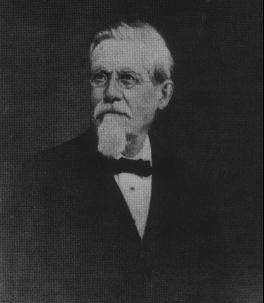
Jaime Nunó

Trong cùng khoảng thời gian với lời nhạc, một cuộc thi sáng tác nhạc cũng diễn ra. Người chiến thắng là Juan Bottesini, nhưng tác phẩm của ông không được ưa chuộng vì không đạt tiêu chuẩn mỹ học. Do đó phải có một cuộc thi thứ hai để tìm nhạc cho lời. Kết quả của cuộc thi thức hai: Bản nhạc của Jaime Nunó được chọn. Ông là nhóm trưởng trong một nhóm nhạc gốc Tây Ban Nha. Khi cuộc thi thứ hai diễn ra, Nunó đã là trưởng nhóm của vài ban nhạc quân đội. Ông đã gặp thủ tướng Mexico Santa Anna ở Cuba trước đó và đã được mời đến dẫn dắt những ban nhạc này. Khi đến Mexico để nhậm chức, thủ tưởng đang tổ chức cuộc thi sáng tác quốc ca cho Mexico. Trong số ít tác phẩm dự thi, tác phẩm của Nunó, tựa là "Chúa và tự do" (Dios y libertad) đã được chọn vào ngày 12 tháng 8 năm 1854. Bài quốc ca này chính thức được sử dụng vào ngày Quốc khánh (Grito de Dolores), 16 tháng 9 cùng năm. Dàn nhạc điều khiển bởi Juan Bottesini, giọng ca: soprano Claudia Florenti và tenor Lorenzo Salvi, trình diễn ở Nhà hát Santa Anna (Nhà hát quốc gia Mexico ngày nay).

## Lời bài quốc ca
Từ năm 1943, phiên bản chính thức của bài hát bao gồm phần điệp khúc, khổ đầu tiên, thứ năm, thứ sáu và thứ mười. Những sửa đổi về lời ca được thực hiện theo lệnh của tổng thống Manuel Avila Camacho qua một sắc lệnh trong Diario Oficial de la Federación. Khi cử quốc ca ở những đại hội thể thao như Thế vận hội, chỉ có điệp khúc và khổ đầu tiên là được sử dụng. Khi bắt đầu và kết thúc phát sóng của truyền hình và truyền thanh, các đài phát sóng sử dụng một phiên bản khác gồm điệp khúc,  khổ đầu tiên và khổ thứ mười.
Ghi chú: Từ "Patria" trong tiếng Tây Ban Nha là danh từ giống cái của "Tổ quốc".
| Coro Mexicanos, al grito de guerra el acero aprestad y el bridón. Y retiemble en sus centros la tierra, al sonoro rugir del cañón. ¡Y retiemble en sus centros la tierra, al sonoro rugir del cañón!                                                                                                  | Điệp khúc Những người Mexico đứng trước chiến tranh, vũ khí sẵn sáng, Làm chấn động mặt đất với âm thanh của đại bác. Làm chấn động mặt đất với âm thanh của đại bác. |
| Estrofa I Ciña ¡oh Patria! tus sienes de oliva de la paz el arcángel divino, que en el cielo tu eterno destino por el dedo de Dios se escribió. Mas si osare un extraño enemigo profanar con su planta tu suelo, piensa ¡oh Patria querida! que el cielo un soldado en cada hijo te dio.              | Khổ I Chúng chế giễu Người và vòng nguyệt quế của Người, tổ quốc ơi những thiên thần của hòa bình, trên thiên đường và vì sứ mệnh cao cả Được viết nên bởi bàn tay của Chúa Nhưng sao những kẻ ngoại đạo kia dám báng bổ đất Người bằng bước chân của chúng, hãy nghĩ, Tổ quốc thân yêu, đấng tối cao đã sinh ra một người lính trong mỗi công dân của Người. |
| Estrofa V ¡Guerra, guerra sin tregua al que intente De la patria manchar los blasones! ¡Guerra, guerra! Los patrios pendones En las olas de sangre empapad. ¡Guerra, guerra! En el monte, en el valle Los cañones horrísonos truenen, Y los ecos sonoros resuenen Con las voces de ¡Unión! ¡Libertad! | Khổ V Chiến tranh! Nó không nhân nhượng ai cả làm ô nhục màu áo của quốc gia! Chiến tranh! Nó để những khẩu hiệu kia nhuộm đầy! máu. Chiến tranh! Trên núi cao, vực sâu hãy để đại bác vang lên sự đoàn kết của chúng ta và câu cho chiến thắng này vang mãi với âm thanh Đoàn Kết! Tự Do!                                                                    |
| Estrofa VI Antes, patria, que inermes tus hijos Bajo el yugo su cuello dobleguen, Tus campiñas con sangre se rieguen, Sobre sangre se estampe su pie. Y tus templos, palacios y torres Se derrumben con hórrido estruendo, Y sus ruinas existan diciendo: De mil héroes la patria aquí fue.           | Khổ VI Ơi Tổ quốc, đây con Người không thể tự vệ đành cúi đầu trước ách xâm lăng, những cánh đồng được tưới bằng máu, những dấu chân của chúng đẫm máu. và những đền thờ, cung điện của Ngươi sụp đổ trong kinh sợ, âm thanh của chúng còn vang vọng đất nước này vẫn anh hùng trong số đông.                                                                 |
| Estrofa X ¡Patria! ¡Patria! Tus hijos te juran Exhalar en tus aras su aliento, Si el clarín con su bélico acento los convoca a lidiar con valor. ¡Para ti las guirnaldas de oliva! ¡Un recuerdo para ellos de gloria! ¡Un laurel para ti de victoria! ¡Un sepulcro para ellos de honor!               | Khổ X Ơi Tổ quốc! Chúng con thề với người sẽ chiến đấu đến hơi thờ cuối cùng, chỉ cần tiếng kèn gọi con Người chiến đấu vì danh dự. Vì những cây ôliu! Một hồi ức vinh quang! Vì những vòng nguyệt quế của chiến thắng! Hầm mộ cho chúng! |

## Tình hình bản quyền
Có một giả thyuết cho rằng gia đình của Nunó đã bán quyền sử dụng phần nhạc của bài hát cho một công ty Đức có tên là Wagner House. Đúng ra Nunó đã phải trao cho quốc gia quyền sử dụng bản nhạc khi nhận giải, nhưng theo giả thuyết nói trên, quyền sử dụng đã được sang tay thêm một lần nữa. Người sở hữu là Nunó và hai người Mỹ Harry Henneman và Phil Hill.
Thực sự, điều này không hoàn toàn đúng. Nunó, Henneman và Hill quả thật đã đăng ký bản nhạc với BMI (BMI Work #568879), chọn công ty Edward B. Marks Music là nơi xuất bản cho bài quốc ca. Đây có thể là lý do làm một số người tin rằng bài nhạc đã có bản quyền ở nước Mỹ Tuy nhiên, luật tác quyền của Mỹ quy định rằng quốc ca Mexico là công cộng, không được bảo vệ bản quyền (public domain) trên nước Mỹ, vì cả lời nhạc và âm nhạc đều được xuất bản trước năm 1909. Hơn nữa, trong luật tác quyền Mexico, Điều 155 quy định chính quyền giữ quyền về tinh thần nhưng không sở hữu các biểu tượng quốc gia, trong đó có quốc ca, quốc huy và quốc kỳ.

## Phiên bản trong ngôn ngữ khác
Mặc dù ngôn ngữ chính thức của Mexico là tiếng Tây Ban Nha, vẫn có nhiều người chỉ nói được những ngôn ngữ bản địa. Ngày 8 tháng 12 năm 2005 Điều 39 của luật về những biểu tượng quốc gia có hiệu lực, cho phép dịch lời nhạc sang những ngôn ngữ bản địa. Bản dịch chính thức được thực hiện bởi Viện ngôn ngữ quốc gia (Instituto Nacional de Lenguas Indígenas)..
Bài quốc ca được chính thức dịch sang 5 ngôn ngữ bản địa: Chinanteco, Hña Hñu, Mixteco, Maya, Nahuatl và Tenek. Những nhóm ngôn ngữ khác cũng đã trình bản dịch trong ngôn ngữ của mình lên nhưng chưa được chính quyền chấp thuận.  Lưu trữ ngày 22 tháng 7 năm 2011 tại Wayback Machine

## Ảnh hưởng văn hóa
Khi bài quốc ca được viết, Mexico vẫn đang phải gánh chịu hậu quả đau đớn sau khi bị đánh bại trong cuộc Chiến tranh Hoa Kỳ–Mexico vài năm trước và phần lớn lãnh thổ bắc Mexico đã bị sáp nhập vào Hoa Kỳ, và quốc gia này đã gần như rệu rã cả về chính trị và tinh thần. Theo sử gia Javier Garciadiego trong buổi kỷ niệm 150 năm ngày quốc ca Mexico ra đời năm 2004, bài quốc ca đã trở thành biểu tượng thống nhất trước những âm mưu phân rã xã hội Mexico. Bài quốc ca cũng được coi là một biểu tượng của "nguồn gốc Mexico" và đã từng có trường hợp người không hát quốc ca chính xác/quên lời phải đối mặt với những hình phạt nghiêm khắc từ Chính phủ Mexico hoặc chế giễu bởi công luận. Nó cũng được sử dụng để phát hiện những "người Mexico giả", chủ yếu là những người tới từ các nước nói tiếng Tây Ban Nha khác nhưng tự nhận mình là người Mexico.

## Bản ghi nốt nhạc

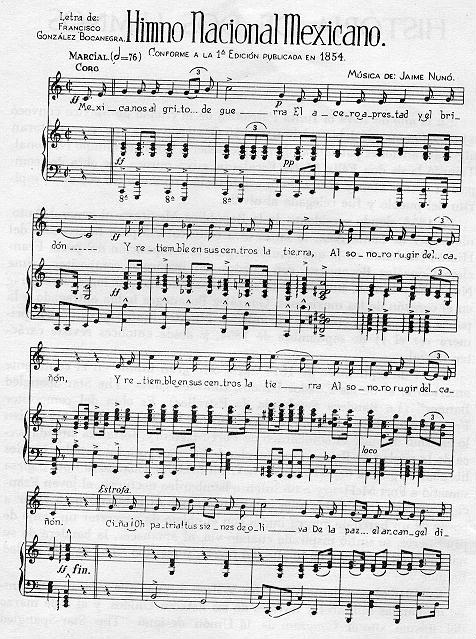
Trang đầu của nhạc và lời
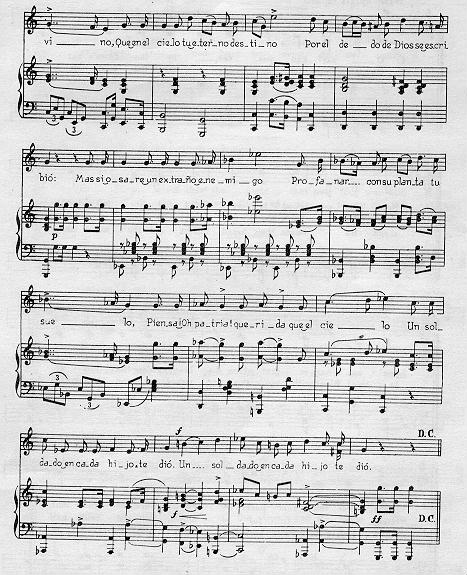
Trang thứ hai của nhạc và lời